# 叶家叶氏家庙
叶家叶氏家庙，位于中华人民共和国浙江省衢州市龙游县湖镇镇，是浙江省省级文物保护单位之一。
2017年1月19日，叶家叶氏家庙被列入第七批浙江省文物保护单位，该文物保护单位是一座古建筑。